# Redbridge (métro de Londres)
Pour les articles homonymes, voir Redbridge.
Redbridge est une station de la Central line, du métro de Londres, en zone 4. Elle est située sur l'Eastern Avenue dans le borough londonien de Redbridge.

## Situation sur le réseau
La station se trouve sur la Central line entre les stations Wanstead et Gants Hill. Elle est en zone 4.

## Histoire
Décidé en 1930, la construction de la station souterraine, sur les plans de l'architecte Charles Holden, va prendre de nombreuses années du fait de la Seconde Guerre mondiale. Durant cette période plusieurs noms sont envisagés, comme par exemple : West Ilford, Red House ou Red Bridge, mais finalement elle est nommée Redbridge lorsqu'elle est mise en service le 14 décembre 1947 sur la Central line du métro de Londres.

## Services aux voyageurs

### Accès et accueil
La station est située sur Redbridge Lane.

### Desserte

Installations et desserte
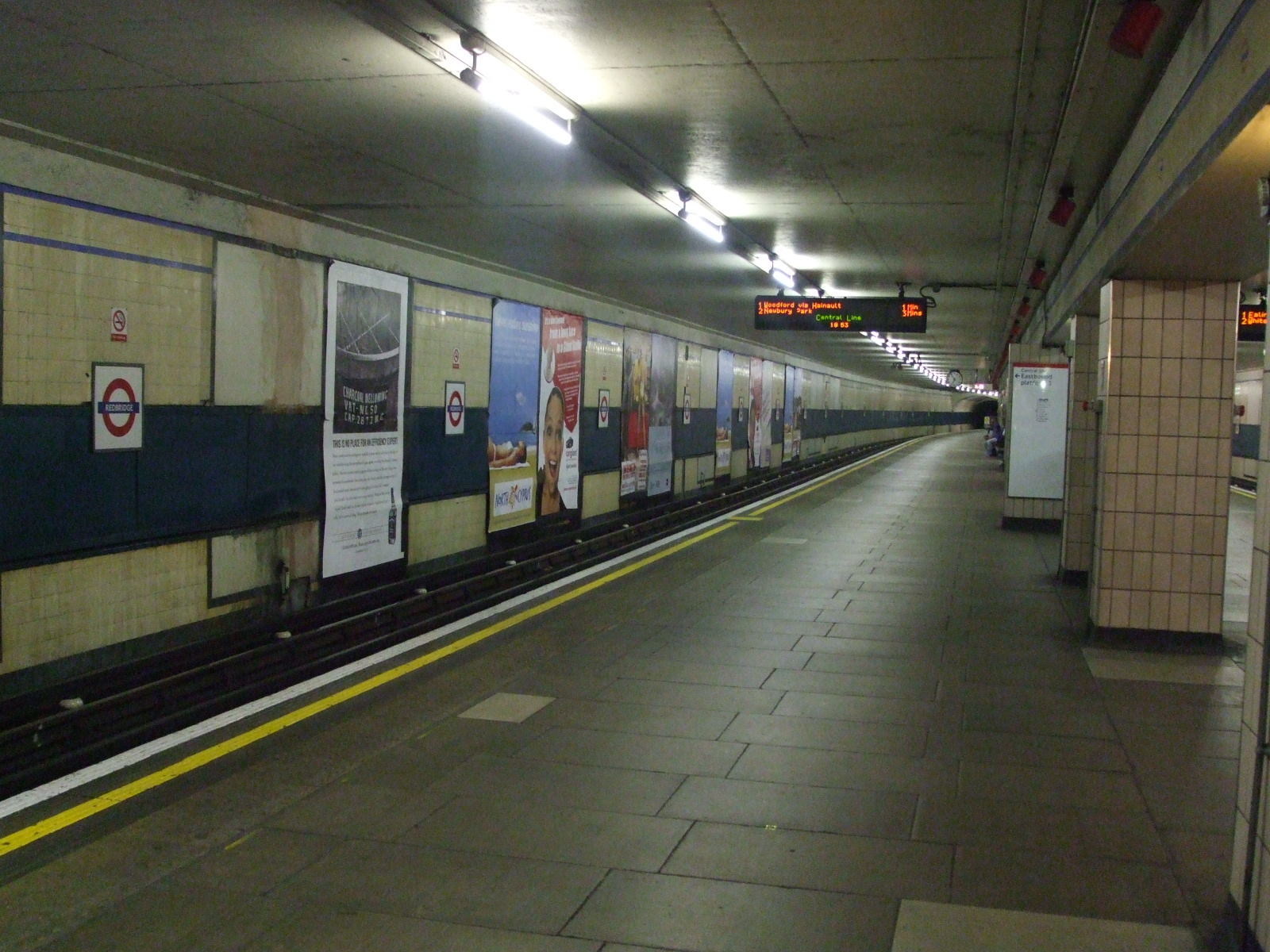
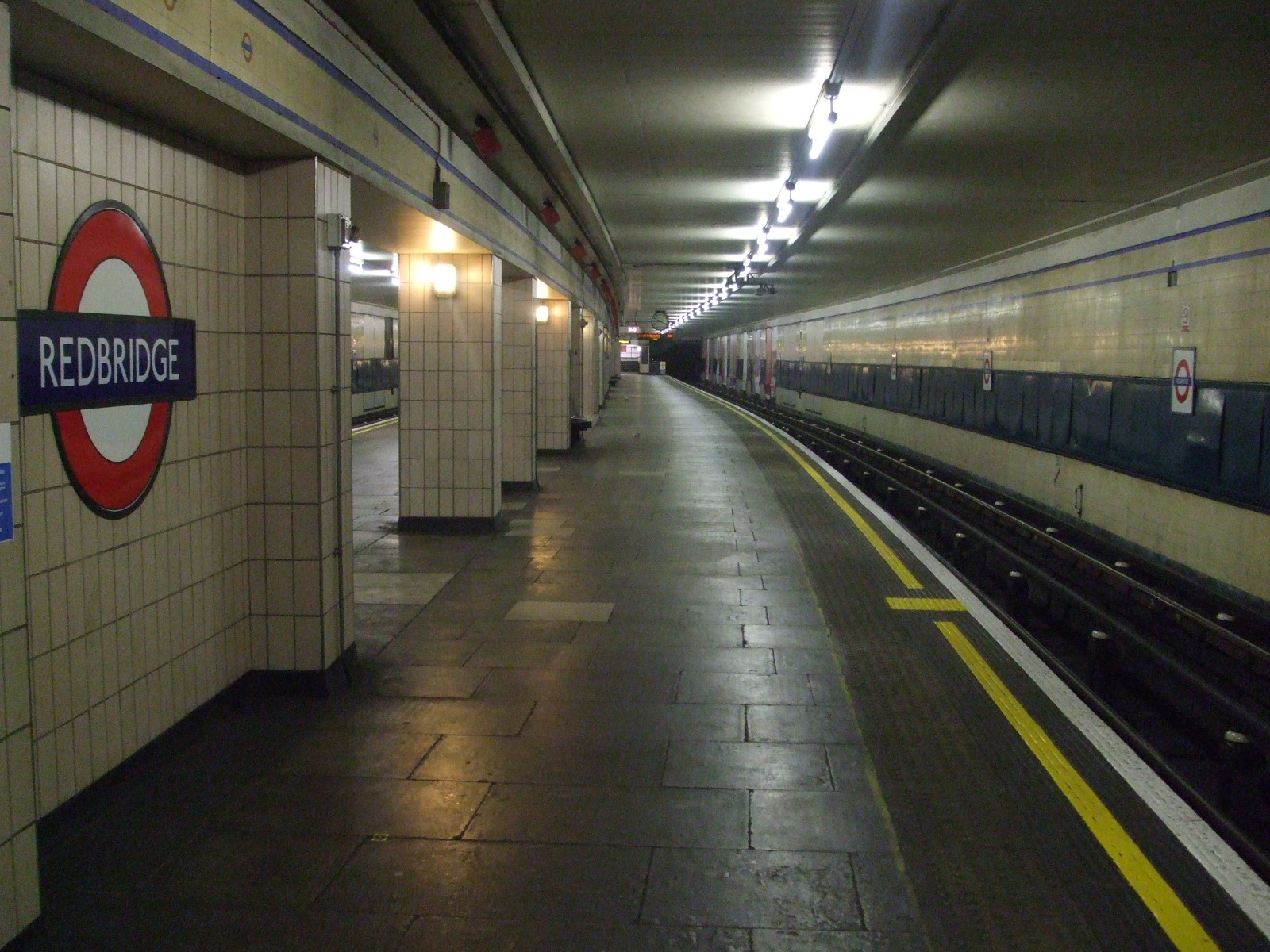
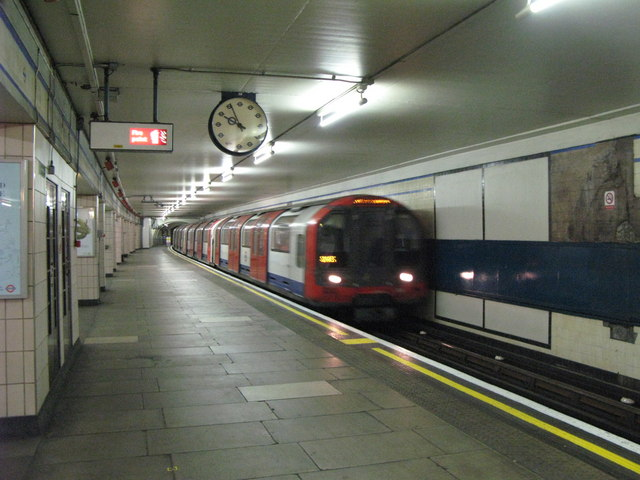

## À proximité
- Redbridge (Londres)